# Estenotipia

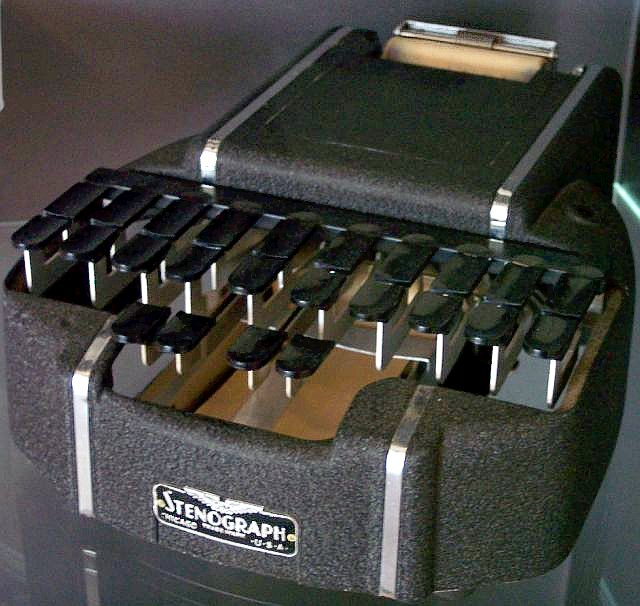
Máquina de estenotipia.

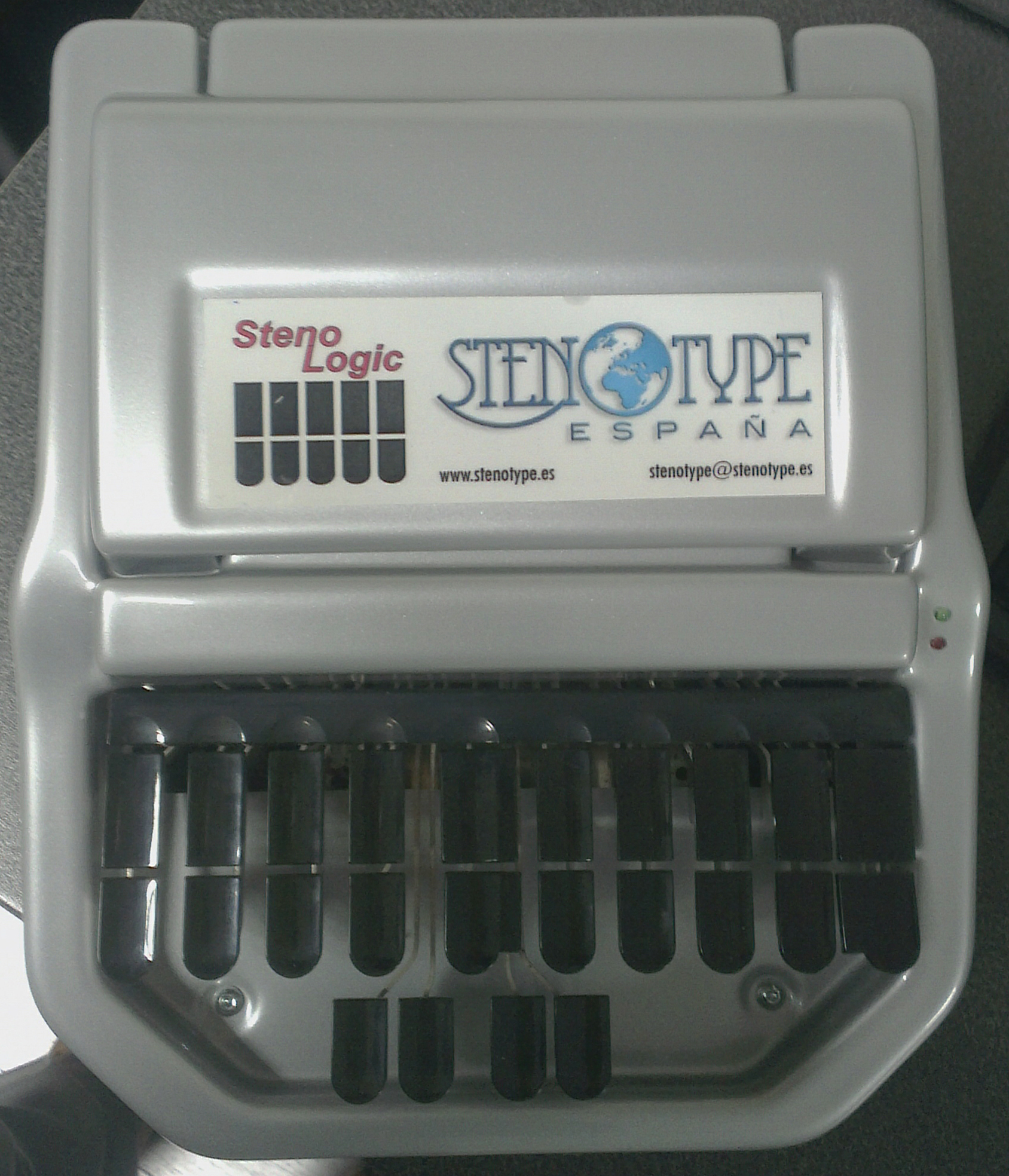
Máquina de estenotipia

La estenotipia, sistema parecido a la estenografía, es un método de escritura rápida que precisa un teclado llamado máquina de estenotipia. Con este aparato se pueden ejecutar pulsaciones con una o más teclas presionadas simultáneamente. El operador recibe el nombre de estenotipista.

## Sistemas
Existen diversos sistemas de estenotipia, que se dividen en manuales, informatizados y con los dos sistemas.  
La escritura resultante muestra letras alfabéticas en caracteres de imprenta sobre una tira de papel o en un dispositivo de almacenamiento de datos. También el resultado se puede ver en un ordenador mediante la conexión de la máquina con un cable serial, viéndose las frases en un editor de textos especial. Esta sería la estenotipia informatizada, que es la más usada actualmente.[cita requerida] Estos últimos permiten la grabación digital del texto y el sonido. 
Todas las máquinas están diseñadas sobre la base de un teclado con un reducido número de teclas. En ellas se logra obtener pulsaciones de sílabas o palabras completas. Sea cual sea el sistema, el objetivo es recoger en tiempo real el discurso íntegro de una reunión, consejo, congreso, etc., a lo largo de una jornada continua de trabajo de varias horas. 
También es usada la máquina de estenotipia informatizada para realizar subtitulación en tiempo real para personas sordas, además de poder dar la transcripción del evento in situ. 

## Interpretación y corrección posterior
La estenotipia, en virtud de las abreviaturas hechas, tiene velocidad suficiente para la transcripción en tiempo real, pero la salida de una estenotipia en impresión directa o sobre un dispositivo de almacenamiento de datos, está muy lejos de tener una ortografía correcta,[cita requerida] hay que hacer una interpretación-transcripción posterior o bien manual o bien informatizada (con un ordenador con un corrector ortográfico) en el caso de haberla pasado a un dispositivo de almacenamiento de datos.

## Software libre y de código abierto
Existen iniciativas como Open Steno Project que desarrollan software libre y de código abierto relacionado con la estenotipia. Por ejemplo, Plover permite usar teclados convencionales de ordenador para practicar la estenotipia, facilitando la práctica por aficionados. Es compatible con Linux, macOS y Windows, así como numerosos idiomas, incluido el español.